# Bretter Zoltán
Bretter E. Zoltán (Kolozsvár, 1958. január 6. –) filozófus, volt országgyűlési képviselő, tanár.

## Tanulmányai
1977-ben érettségizett a kolozsvári 11-es sz. középiskolában.
1978–1982 között a Babeș–Bolyai Tudományegyetem filozófia–történelem szakos hallgatója volt Kolozsváron. 1982–1987 között az Eötvös Loránd Tudományegyetem Bölcsészettudományi Kar (ELTE) filozófia–szociológia szakát végezte el.
Nyelvismeretét tekintve angolul és franciául társalgási, németül és olaszul alap, románul pedig felsőfokon beszél.

## Tudományos munkássága
1978–1981 között a kolozsvári Echinox folyóirat egyik szerkesztője volt. 1982-ben áttelepült Magyarországra. 1984–1987 között az ELTE Bölcsészettudományi Kar (BTK) aspiránsa volt. 1987-ben Pécsre költözött. 1987–1996 között a Janus Pannonius Tudományegyetem filozófiai tanársegédjeként dolgozott, 1996–2007 között adjunktusa, 2007 óta docense. 2002-ben PhD-t szerzett filozófiai tudományokból. 2005 óta a Budapesti Corvinus Egyetemen részmunkaidős. 2008–2011 között a Bukaresti Magyar Kulturális Központ igazgatója.
Kutatási területe az eszmetörténet, a modern liberalizmuselmélet, társadalomelmélet, valamint a román–magyar politikatörténet.

## Politikai pályafutása
1989 óta az SZDSZ tagja. 1989–1990 között az országos tanács tagja volt. 1996 óta Baranya megyei ügyvivőként is dolgozik. 1997–2008 között a pécsi szervezet elnöke volt. 1990–1998 között országgyűlési képviselőként dolgozott (1990–1994: Pécs, 1994–1998: Baranya megye). 1990–1992 között a kulturális, oktatási, tudományos, sport-, tv- és sajtóbizottság tagja volt. 1992–1994 között az oktatási, ifjúsági és sportbizottság tagja volt. 1994–1998 között az oktatási, tudományos, ifjúsági és sportbizottság tagja volt. 1992-1994 között az SZDSZ-frakció oktatáspolitikai szóvivője volt. 1998-ban, 2002-ben és 2006-ban képviselőjelölt volt. 2002-ben és 2006-ban Pécs polgármesterjelöltje volt. 2002–2006 között önkormányzati képviselő volt.

## Családja
Szülei Bretter György filozófus és György Ilona Katalin.
1987-ben feleségül vette Horváth Andreát. Egy fiuk született; Dávid Márk (1988), majd elváltak, és új párjával Bretter Alina Simonával két gyermeküket nevelik, Bretter Erik (2003) és Bretter Benjámin (2012).

## Művei
- Politika a határon. A Devlin-Hart-vita (Pesti Kalligram, 2004) ISBN 8071496421
- Az elkötelezett tanító. Tiszteletkötet Csizmadia Sándor 65. születésnapjára; szerk. Bretter Zoltán, Glied Viktor, Vörös Zoltán; Publikon, Pécs, 2012
- A tudomány megszelídítése. Tanulmányok a közpolitika köréből; szerk. Bretter Zoltán, Vörös Zoltán; Pécsi Tudományegyetem Politikai Tanulmányok Tanszéke, Pécs, 2013